# The Cambridge History of Iran
The Cambridge History of Iran es un compendio de siete volúmenes dedicados a la historia y geografía de Irán así como los movimientos migratorios de los pueblos iranios desde la prehistoria hasta finales de la década de 1980.
La publicación se inició en 1968 y en 1989 el último volumen fue publicado. La idea de publicar un estudio que abarcase la historia y la cultura iraní, fue concebida en 1959 por Arthur J. Arberry. De acuerdo con el profesor Darke Hubert, la serie fue planeada para no ser simplemente una historia política de Irán, sino para estudiar la cultura que floreció en la región iraní y la contribución de esta cultura a la civilización del mundo. Todos los aspectos de la filosofía religiosa, económica, científica y los elementos artísticos de la civilización iraníes han sido estudiados y publicados, pero con cierto énfasis en los factores geográficos y ecológicos que han contribuido a su carácter especial.

## Volúmenes
La serie consta de siete volúmenes, aunque el volumen 3 se publicó en dos partes.
- 1968, Volumen 1 - The Land of Iran, editado por William B. Fisher.
- 1985, Volumen 2 - The Median and Achaemenian Periods, editado por Ilya Gershevitch.
- 1983, Volumen 3 - The Seleucid, Parthian and Sasanian Periods, editado por Ehsan Yarshater.
- 1975, Volumen 4 - From the Arab invasion to the Saljuqs, editado por Richard Nelson Frye.
- 1968, Volumen 5 - The Saljuq and Mongol Periods, editado por John Andrew Boyle.
- 1986, Volumen 6 - The Timurid and Safavid Periods, editado por Laurence Lockhart y Peter Jackson.
- 1990, Volumen 7 - From Nadir Shah to the Islamic Republic, editado por Peter Avery, Gavin R. G. Hambly y Charles Peter Melville.